# МАЗ-103
МАЗ-103 — 12-метровий міський пасажирський автобус, що вироблявся на Мінському автомобільному заводі з 1996 по 2020 роки. Є прямим наступником МАЗ-101 (ліцензійна копія Neoplan-N4014), що серійно не випускався.

## Опис

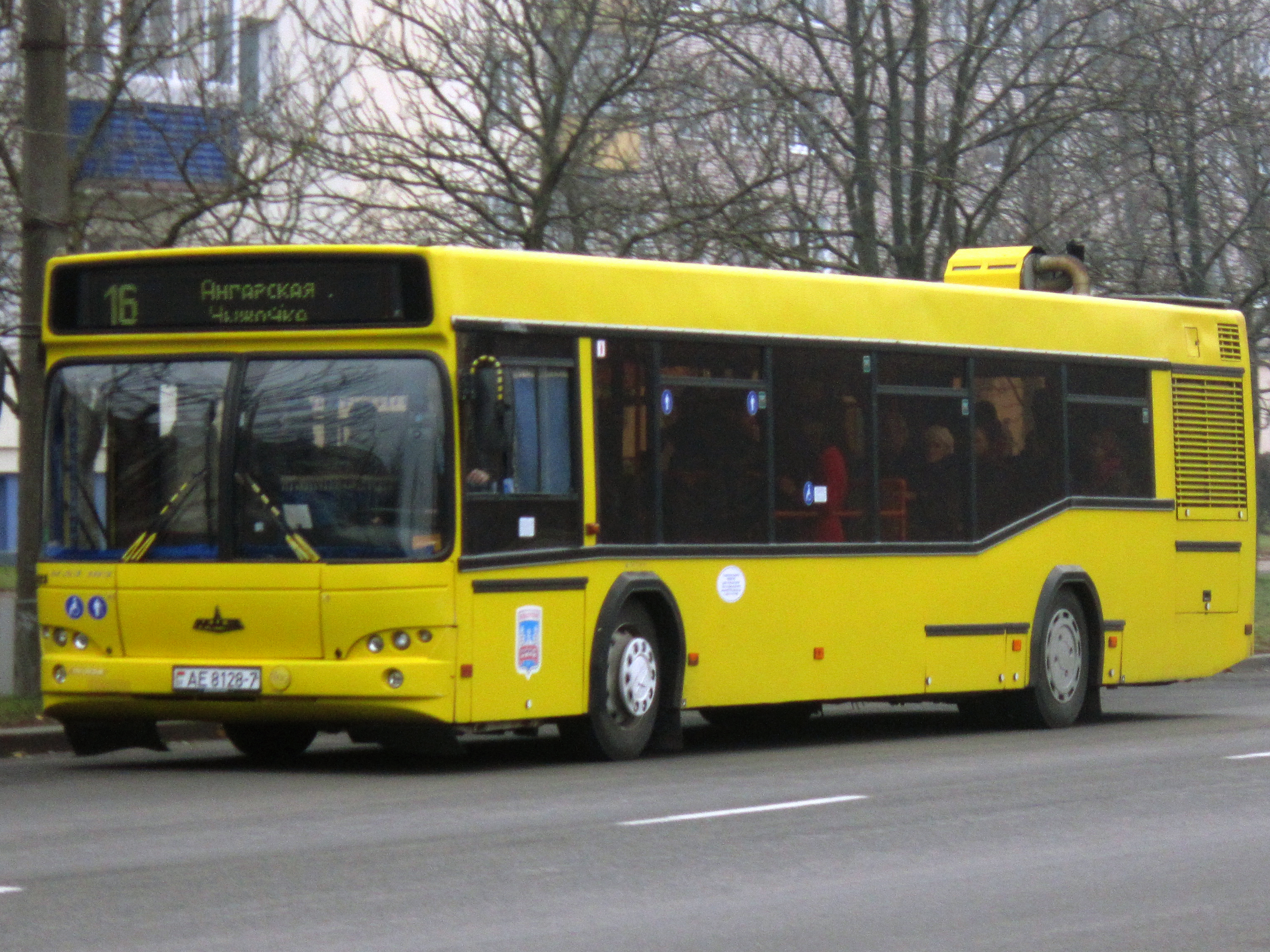
МАЗ-103 (2008—2020)

МАЗ-101 мав високу ціну і низька надійність при експлуатації на автошляхах поганої якості робили її неконкурентоспроможною на ринку СНД. У результаті було побудовано всього п'ять ліцензійних автобусів в «чистому вигляді». На заводі було прийнято рішення впроваджувати вітчизняні комплектуючі, при цьому пристосовуючи конструкцію до місцевих умов. У результаті був розроблений автобус МАЗ-103, на якому був застосований задній міст власної конструкції замість портального моста, що встановлювався на МАЗ-101. Це призвело до появи сходинки в задніх дверях (у двох інших дверях сходинки відсутні), проте позитивно позначилося на ціні, надійності і ремонтопридатності автобуса.
Як і МАЗ-104, модель автобуса МАЗ-103 має іншу модифікацію — МАЗ-103С. МАЗ-103 є приміським 11,5-метровим автобусом, що виїжджає по маршруту за місто, МАЗ-103 оригінальний — суто міський.
Від наступників МАЗ-103 виділяється неймовірно низькою підлогою (лише 28 см до землі) та вважається наднизькопідлоговим  (навіть на задній частині автобуса немає нахилу вверх, як у МАЗ-104 та МАЗ-105). Автобус також має обігрів не тільки біля водія, а й по усьому салону. По автобусу розміщені потужні обігрівачі Тур 268.07 та Thermo 90S-Webasto.
Місце водія не сильно вирізняється між інших автобусів «МАЗ»: напівкругле приладне «торпедо», величезний спідометр (остання позначка 120, та не має відмітки «0», а стрілка у разі показу «0» опускається на дно напівокруглого спідометра). Автобус МАЗ-103 низькооборотна машина і 2,5 тисяч оборотів двигуна на хвилину вже небезпечні для МАЗ-103. У автобуса немає типового важкого важеля для перемикання передач: замість нього встановлені спеціальні кнопки на панелі керування, які втискаються і витискаються водієм відповідно до швидкості, однак вони створюють певні проблеми для малодосвідчених водіїв. Максимальна швидкість автобуса — 110 км/год. На МАЗ-103 гальмівна система від WABCO, а також антибуксувальна система ABS. Автобус термостійкий і витримує температуру 160-180 °C при пожежі та часто підлягає ремонту та подальшій експлуатації після пожежі, оскільки «горить» він 40-50 хвилин.
Пасажирський салон МАЗ-103 не сильно різниться від МАЗ-104 чи МАЗ-105: на автобус встановлено жорсткі здвоєні сидіння. Кількість сидінь — 21-28 залежно від замовлення. У модифікації МАЗ-103С кількість сидінь — 45 штук (як зазвичай у туристичних автобусів), МАЗ-103С розрахований на міжміські перевезення.
На автобус МАЗ-103 залежно від замовлення встановлюються тоновані вікна та «цифрове» електронне табло маршруту та кінцевих зупинок.
У 2008 році автобус модернізовано, змінивши зовнішній вигляд і оснащення.
У 2020 році МАЗ-103 було знято з виробництва у зв'язку з запуском в серію моделі нового покоління.

## Модифікації
- МАЗ-103 — базова модель, міжміський/приміський автобус.
- МАЗ-103С — міжміський/приміський автобус на базі МАЗ-103 з модифікованим внутрішнім виглядом, придатний працювати на міжміських маршрутах. Уміщує до 90-100 пасажирів, кількість сидячих місць збільшено до 40, двері одностворчасті. Оснащений двигуном ЯМЗ, максимальна швидкість 105 км/год.